# Milagres (Ceará)
Milagres is een gemeente in de Braziliaanse deelstaat Ceará. De gemeente telt 28.077 inwoners (schatting 2009).
De gemeente grenst aan Aurora, Barro, Mauriti, Brejo Santo, Abaiara en Missão Velha.